# Frontiera delle possibilità produttive

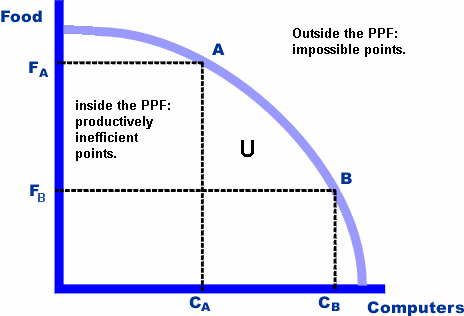
Una frontiera delle possibilità produttive che descrive il tetto di produttività combinata di cibo e computer: un sistema efficiente si pone sulla curva e non può produrre più computer senza produrre meno cibo (e viceversa)

In economia, la frontiera delle possibilità produttive (production possibilities frontier, PPF) o curva di trasformazione (transformation curve) è il luogo dei punti che mostra le combinazioni di beni che è possibile ottenere in modo efficiente nel sistema economico considerato, dato e costante il vincolo delle risorse produttive e la tecnologia.
La curva mostra come l'aumento nella produzione di un bene, quando non vi siano risorse inutilizzate, deve necessariamente comportare una certa diminuzione nella produzione di altri beni, beni nella produzione dei quali quelle stesse risorse erano precedentemente impiegate, e mostra quindi il trade-off che esiste nella produzione di beni alternativi quando il vincolo costituito dalle risorse scarse diventa stringente.
La pendenza della curva risulta pari al costo-opportunità, che misura il costo delle unità addizionali di un bene in termini delle unità di produzione perduta dell'altro bene.
La frontiera delle possibilità produttive è utilizzata sia in microeconomia, in particolare nell'ambito dell'economia della produzione e nell'analisi della produttività, che in macroeconomia, in particolare nell'ambito dell'economia internazionale.

## Burro e cannoni

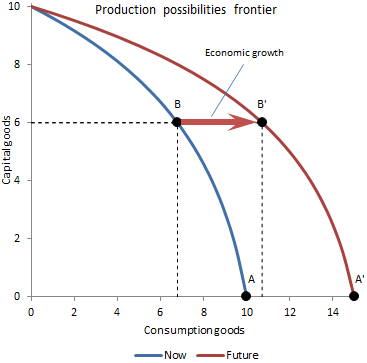
Il grafico mostra due curve: in blu la condizione presente del sistema economico preso in esame, in rosso una ipotetica condizione futura. Sull'asse verticale la quantità di beni capitali (cioè di beni prodotti al fine di produrre altri beni), sull'asse orizzontale i beni di consumo (cioè beni prodotti per il consumo finale). Nell'esempio, la crescita economica determina una espansione della quantità di beni di consumo producibili, mentre il tetto massimo di beni capitali producibili rimane invariato. Nella curva del presente il sistema economico sceglie di collocarsi in un punto B, mentre nella curva del futuro si colloca in un punto B', che rispetto al precedente B significa un aumento della quantità di beni di consumo prodotti (ma sarebbe stato possibile, data l'espansione complessiva della frontiera, anche lasciare invariata la quantità di beni di consumo prodotti e aumentare la quantità di beni capitali, il cui tetto massimo non era però variato).

Per illustrare il significato di una frontiera di possibilità produttive si è fatto tradizionalmente uso di un sistema economico semplificato in cui, a fronte di una data serie di fattori produttivi limitati, come lavoro, sviluppo tecnologico, infrastrutture industriali, terra, energia e risorse naturali, si producano solo due beni, il burro e i cannoni da guerra (l'esempio rispecchia le condizioni di una economia di guerra, in cui si pone l'alternativa tra la produzione di beni al consumo e la spesa per la guerra). Ebbene, se tale sistema economico concentra tutte le sue risorse nella produzione del burro, tale produzione determinerà sempre una certa quantità massima di burro prodotto. Analogamente, se la scelta è orientata alla produzione dei soli cannoni, anche qui esisterà un numero massimo di cannoni realizzabili in un dato tempo. Esistono poi una serie di possibilità intermedie: se il sistema produrrà un po' meno burro, avrà modo di produrre qualche cannone in più, e viceversa.
Da un punto di vista grafico, il diagramma cartesiano pone un bene sull'asse verticale e un altro bene sull'asse orizzontale. Ciascuna possibilità di produzione individua una coppia di valori: dalla produzione di solo burro e nessun cannone alla produzione di soli cannoni, con le possibilità intermedie. La curva descritta, che rappresenta la frontiera, suppone un sistema che operi con efficienza. Il sistema ipotizzato è efficiente, cioè non determina sprechi, se non è possibile produrre più cannoni senza produrre meno burro (o viceversa). La quantità di beni effettivamente prodotta potrebbe trovarsi anche al di qua della frontiera: questo significherebbe che le risorse e i fattori produttivi non vengono utilizzati al meglio. Al di là della frontiera non è per definizione possibile andare.
In conclusione, a partire dal principio della scarsità economica (tanto delle risorse quanto dei fattori produttivi), è possibile sia determinare una quantità limitata di produzione di un singolo dato bene, sia individuare un limite alla combinazione di beni producibili. La frontiera delle possibilità produttive esprime proprio il limite di questa combinazione.

## Il problema formale
La frontiera delle possibilità produttive mostra la massima quantità ottenibile di un bene per ogni data quantità degli altri beni, dati e costanti i vincoli costituiti dalla tecnologia e dalla disponibilità di fattori di produzione.
In termini analitici, questo costituisce il risultato di un problema di massimizzazione vincolata (o più esattamente di programmazione non lineare) del tipo:
{\displaystyle \ \max _{x_{11},x_{12},\ldots ,x_{nm}}f_{n}(x_{n1},x_{n2},\ldots ,x_{nm})}
{\displaystyle \ {\textrm {s.t.}}\ \sum _{k=1}^{n}x_{kj}\leq x_{j}\ \ {\textrm {con}}\ \ j=1,2,\ldots ,m}
{\displaystyle \ {\textrm {s.t.}}\ f_{i}(x_{i1},x_{i2},\ldots ,x_{im})\geq y_{i}\ \ {\textrm {con}}\ i=1,2,\ldots ,n-1}
dove:
- fi(.) è la funzione di produzione del bene i;
- yi l'output del bene i; xij la quantità del fattore di tipo j utilizzata nella produzione del bene i;
- xj la quantità totale del fattore j disponibile nell'economia;

e si hanno m fattori ed n beni.
Nel caso a due fattori - lavoro (L) e capitale (K) - utilizzati nella produzione di due beni - cibo (F) e computer (C) - il problema diventa:
{\displaystyle \ \max _{L_{C},L_{F},K_{C},K_{F}}f_{F}(L_{F},K_{F})\ }
{\displaystyle \ {\textrm {s.t.}}\ K_{C}+K_{F}\leq K;\ L_{C}+L_{F}\leq L;\ f_{C}(L_{C},K_{C})\geq y_{C}}

## Efficienza produttiva ed allocativa
Mentre i punti che fanno parte della frontiera sono combinazioni producibili dei beni che risultano efficienti in termini produttivi (poiché massimizzano l'output di un bene date le risorse totali e gli output dei restanti beni), i punti ricompresi tra l'origine e frontiera, sebbene combinazioni possibili degli output, non sono efficienti.
Così, ad esempio, il punto A nella Figura mostra che FA di cibo e CA di computer possono essere prodotti se la produzione si svolge in modo efficiente. E allo stesso modo è possibile produrre FB di cibo e CB di computer (punto B).
Va a questo punto notato che, sebbene tutti i punti sulla frontiera sono tecnologicamente efficienti, non tutti sono efficienti dal punto di vista allocativo. Affinché sia soddisfatta anche l'efficienza allocativa è necessario che nella combinazione scelta si abbia la coincidenza tra valore assoluto della pendenza della curva, il costo opportunità, e i prezzi relativi dei beni.

## Concavità e convessità della frontiera
La frontiera delle possibilità produttive è sempre inclinata negativamente, e questo deriva dall'ipotesi di impossibilità di produrre beni senza l'utilizzo di risorse scarse.
La forma della frontiera, in particolare la sua concavità-convessità, dipende da una serie di fattori.
In dettaglio, supponendo due soli beni, laddove si ipotizzi un solo fattore di produzione utilizzato nella loro produzione (es. il lavoro), come nel modello ricardiano dei vantaggi comparati, la frontiera è:
- una retta inclinata negativamente sotto l'ipotesi di rendimenti di scala costanti in entrambi i beni;
- una curva concava sotto l'ipotesi di rendimenti decrescenti di scala in entrambi i beni;
- una curva convessa sotto l'ipotesi di rendimenti crescenti di scala in almeno un bene.

Assumendo sempre due soli beni, laddove si abbiano due fattori (es. lavoro e capitale):
- nel caso si ipotizzino coefficienti fissi (assenza di sostituibilità tra fattori e rendimenti costanti di scala), la frontiera sarà una spezzata che con gli assi individua un insieme convesso;
- diversità nell'intensità fattoriale dei beni tenderanno ad aumentare la concavità della frontiera;
- rendimenti crescenti di scala nella produzione di almeno un bene tenderanno a produrre o accentuare la convessità della frontiera;
- rendimenti decrescenti di scala tenderanno ad accentuare la concavità della frontiera.

La forma finale dipenderà dalla forza relativa dei diversi fattori. Così, ad esempio, nel modello di Heckscher-Ohlin, la concavità della frontiera deriva dall'ipotesi di diversità nell'intensità fattoriale dei beni, stante l'ipotesi di rendimenti costanti di scala.

## Il saggio marginale di trasformazione
L'inclinazione della frontiera delle possibilità produttive in ciascun punto è chiamato saggio marginale di trasformazione (SMT) (marginal rate of transformation, MRT). Dà la misura del tasso a cui è possibile "trasformare" un bene in un altro bene. Il saggio marginale di trasformazione è anche chiamato costo opportunità (marginale) di un bene, poiché rappresenta il costo opportunità di x in termini di y al margine. Esso misura infatti quante unità del bene y verrebbero sacrificate se si decidesse di incrementare di un'unità la produzione di x.
E cioè se io voglio produrre una unità in più del bene "X" a quante unità di "Y" dovrò rinunciare a produrre, avendo un vincolo di bilancio (isocosto dato, noto, fisso) rappresentato da un dato ammontare di risorse finanziarie per l'acquisto dei fattori della produzione ?
Una frontiera concava indica dunque un costo opportunità crescente al crescere del livello di output del bene. Così, nel caso di frontiera concava come quella in Figura, il saggio marginale di trasformazione cresce in valore assoluto muovendosi dal lato alto a sinistra verso il lato in basso a destra della frontiera delle possibilità produttive.
Il saggio marginale di trasformazione può essere espresso in modo equivalente in termini dell'uno o dell'altro bene. Così, il costo opportunità marginale dei computer in termini di cibo è semplicemente il reciproco del costo opportunità marginale del cibo in termini di computer.

## Derivazione analitica della condizione di efficienza nella produzione e del SMT
Dato il seguente problema di massimizzazione vincolata, nel caso a due fattori - lavoro (L) e capitale (K) - e due beni - 1 e 2
{\displaystyle \ \max _{L_{1},L_{2},K_{1},K_{2}}f_{2}(L_{2},K_{2})}
{\displaystyle \ {\textrm {s.t.}}\ K_{1}+K_{2}=K;\ L_{1}+L_{2}=L;\ f_{1}(L_{1},K_{1})=y_{1}}
Le condizioni di primo ordine comportano:
(1) {\displaystyle \ {\frac {\partial f_{2}(L_{2},K_{2})/\partial L_{2}}{\partial f_{1}(L_{1},K_{1})/\partial L_{1}}}={\frac {\partial f_{2}(L_{2},K_{2})/\partial K_{2}}{\partial f_{1}(L_{1},K_{1})/\partial K_{1}}}}
o, in modo equivalente:
{\displaystyle \ {\frac {\partial f_{1}(L_{1},K_{1})/\partial L_{1}}{\partial f_{1}(L_{1},K_{1})/\partial K_{1}}}={\frac {\partial f_{2}(L_{2},K_{2})/\partial L_{2}}{\partial f_{2}(L_{2},K_{2})/\partial K_{2}}}}
La condizione precedente è la condizione di efficienza nella produzione e implica l'uguaglianza del saggio marginale di sostituzione tecnica nella produzione dei due beni.
Inoltre, notando che, data la condizione di pieno impiego delle risorse si ha:
{\displaystyle {\frac {dL_{1}}{dL_{2}}}=-1}
Abbiamo:
{\displaystyle \ {\frac {\partial f_{2}(L_{2},K_{2})/\partial L_{2}}{\partial f_{1}(L_{1},K_{1})/\partial L_{1}}}=-{\frac {\frac {\partial f_{2}}{\partial L_{2}}}{{\frac {\partial f_{1}}{\partial L_{1}}}{\frac {dL_{1}}{dL_{2}}}}}=-{\frac {\partial f_{2}/\partial L_{2}}{\partial f_{1}/\partial L_{2}}}=-{\frac {dy_{2}}{dy_{1}}}}
L'equazione precedente ci dice che il valore della derivata cambiata di segno di y2 rispetto ad y1, cioè il valore assoluto della pendenza della frontiera delle possibilità produttive, che non è altro che il saggio marginale di trasformazione, risulta uguale al rapporto delle produttività marginali del lavoro nei processi produttivi dei due beni, a sua volta uguale in base alla (1) al rapporto delle produttività marginali del capitale.